# Oppe Pinto
Oppe Pinto Oviedo (ur. 30 kwietnia 1963 w Caaguazú) – paragwajski bokser wagi muszej, olimpijczyk.
Wystąpił na Letnich Igrzyskach Olimpijskich 1984. W 1/16 finału zmierzył się z Bahamczykiem Andre Seymourem, z którym wygrał jednogłośnie na punkty 5–0 (w małych punktach 294–286). W 1/8 finału poniósł jednogłośną porażkę na punkty z Malawijczykiem Peterem Ayesu 0–5 (285–297).
Odpadł w 1/8 finału Igrzysk Panamerykańskich 1983.